# Oligoclada calverti
Oligoclada calverti là loài chuồn chuồn trong họ Libellulidae. Loài này được Santos mô tả khoa học đầu tiên năm 1951.